# Torneo Sub-20 de la Concacaf 1974
Esta fue la quinta edición y también la última del Torneo Sub-20 de la CONCACAF porque en la próxima edición ya sería clasificatorio a la Copa Mundial de Fútbol Sub-20 y también fue el torneo juvenil más concurrido en la historia de las cinco ediciones al participar 12 países (3 de Norte América, 3 de Centroamérica y 6 de las Antillas de América)

## Participantes
| - Bermudas - Canadá - Costa Rica - Cuba | - República Dominicana - Estados Unidos - Guatemala - Jamaica | - México - Nicaragua - Puerto Rico - Trinidad y Tobago |

## Primera fase

### Grupo A
| Equipo               | Pts. | PJ | PG | PE | PP | GF | GC | Dif |
| -------------------- | ---- | -- | -- | -- | -- | -- | -- | --- |
| Canadá               | 6    | 3  | 3  | 0  | 0  | 11 | 2  | +9  |
| Bermudas             | 4    | 3  | 2  | 0  | 1  | 4  | 4  | 0   |
| Nicaragua            | 0    | 3  | 1  | 0  | 0  | 3  | 5  | -2  |
| República Dominicana | 0    | 3  | 0  | 0  | 3  | 1  | 8  | -7  |

| 17 de agosto de 1974 | Canadá                             | 4:1 (1:1) | Bermudas    | Varsity Stadium, Toronto                                              |                                                                       |
|                      | Miller 3', 49', 50' · Barbieri 52' |           | Douglas 30' | Asistencia: 3412 espectadores Árbitro(s): Luis Paulino Siles Calderón | Asistencia: 3412 espectadores Árbitro(s): Luis Paulino Siles Calderón |

| 18 de agosto de 1974 | Nicaragua | 2:1 | República Dominicana | Varsity Stadium, Toronto |  |

| 20 de agosto de 1974 | Bermudas                  | 2:0 (2:0) | Nicaragua | Heidelberg Stadium, St. Catharines |  |
|                      | E. Smith 4' · Douglas 32' |           |           |                                    |  |

| 21 de agosto de 1974 | República Dominicana | 0:5 (0:2) | Canadá                                                  | York Stadium, Toronto                                             |                                                                   |
|                      |                      |           | Roe 6' · Tonci 27', 46' · Barbieri 70' · Ariganello 74' | Asistencia: 2500 espectadores Árbitro(s): Nelson Ramirez Martinez | Asistencia: 2500 espectadores Árbitro(s): Nelson Ramirez Martinez |

| 23 de agosto de 1974 | Bermudas     | 1:0 (0:0) | República Dominicana | York Stadium, Toronto |  |
|                      | S. Smith 41' |           |                      |                       |  |

| 24 de agosto de 1974 | Canadá                  | 2:1 (1:0) | Nicaragua       | York Stadium, Toronto              |                                    |
|                      | Ofner 16' · Dickson 55' |           | Quintanilla 71' | Árbitro(s): Marco Antonio Dorantes | Árbitro(s): Marco Antonio Dorantes |

1Nicaragua no obtuvo ningún punto por su victoria contra República Dominicana por alinear a dos jugadores mayores de edad.

### Grupo B
| Equipo            | Pts. | PJ | PG | PE | PP | GF | GC | Dif |
| ----------------- | ---- | -- | -- | -- | -- | -- | -- | --- |
| México            | 5    | 3  | 2  | 1  | 0  | 17 | 0  | +17 |
| Trinidad y Tobago | 4    | 3  | 1  | 2  | 0  | 7  | 1  | +6  |
| Costa Rica        | 3    | 3  | 1  | 1  | 1  | 7  | 2  | +5  |
| Puerto Rico       | 0    | 3  | 0  | 0  | 3  | 0  | 28 | -28 |

| 17 de agosto de 1974 | Puerto Rico | 0:16 (0:7) | México | Lansdowne Park, Ottawa    |                           |
|                      |             |            | Rangel 4', 33', 43' (pen.), 69', 75' · García 18' · Báez 21', 50', 52', 72' · de la Rosa 22', 76' · Carrillo 32' · Salazar 46' · Gómez 60' · Sánchez 73' | Árbitro(s): Rómulo Méndez | Árbitro(s): Rómulo Méndez |

| 18 de agosto de 1974 | Costa Rica  | 1:1 (0:0) | Trinidad y Tobago | Lansdowne Park, Ottawa    |                           |
|                      | Miranda 79' |           | Hackett 60'       | Árbitro(s): Arthur Dinger | Árbitro(s): Arthur Dinger |

| 20 de agosto de 1974 | Costa Rica                                                        | 6:0 (0:0) | Puerto Rico | Mooney’s Bay Park, Ottawa  |                            |
|                      | Blanco 41, 68' · Zamora 43’, 57' · Lacey 46' · Barrios 79' (a.g.) |           |             | Árbitro(s): Pastor Basilio | Árbitro(s): Pastor Basilio |

| 22 de agosto de 1974 | México | 0:0 | Trinidad y Tobago | Mooney’s Bay Park, Ottawa                            |  |
|                      |        |     |                   | Asistencia: 3000 espectadores Árbitro(s): Ilio Matos |  |

| 24 de agosto de 1974 | Trinidad y Tobago | 6:0 | Puerto Rico | ?, Ottawa                 |  |
|                      |                   |     |             | Árbitro(s): Valentín Gazo |  |

| 25 de agosto de 1974 | México      | 1:0 (0:0) | Costa Rica | Mooney’s Bay Park, Ottawa |                           |
|                      | Sánchez 43' |           |            | Árbitro(s): Rómulo Méndez | Árbitro(s): Rómulo Méndez |

### Grupo C
| Equipo         | Pts. | PJ | PG | PE | PP | GF | GC | Dif |
| -------------- | ---- | -- | -- | -- | -- | -- | -- | --- |
| Estados Unidos | 5    | 3  | 2  | 1  | 0  | 4  | 2  | +2  |
| Cuba           | 3    | 3  | 1  | 1  | 1  | 2  | 2  | 0   |
| Guatemala      | 2    | 3  | 1  | 0  | 2  | 4  | 5  | -1  |
| Jamaica        | 2    | 3  | 1  | 0  | 2  | 3  | 4  | -1  |

| 18 de agosto de 1974 | Estados Unidos          | 2:1 | Guatemala | J.W. Little Stadium, London |  |
|                      | Aubuchon ?' · Graham ?' |     | Denes ?'  |                             |  |

| 18 de agosto de 1974 | Cuba       | 1:0 (1:0) | Jamaica | Laurentian University, Gran Sudbury |  |
|                      | Delgado 7' |           |         |                                     |  |

| 21 de agosto de 1974 | Jamaica        | 2:1 | Guatemala  | Laurentian University, Gran Sudbury |  |
|                      | Phillips ?, ?' |     | Zimeri 76' |                                     |  |

| 21 de agosto de 1974 | Cuba | 0:0 | Estados Unidos | Kitchener, Ontario |  |

| 24 de agosto de 1974 | Guatemala             | 2:1 | Cuba        | Laurentian University, Gran Sudbury |                              |
|                      | Rosado ?' · Berger ?' |     | Martínez ?' | Asistencia: 600 espectadores        | Asistencia: 600 espectadores |

| 24 de agosto de 1974 | Estados Unidos           | 2:1 (1:1) | Jamaica    | J.W. Little Stadium, London   |                               |
|                      | Aubuchon ?' · Graham 49' |           | Marston ?' | Asistencia: 1200 espectadores | Asistencia: 1200 espectadores |

## Segunda fase
| 26 de agosto de 1974 | Canadá            | 2:2 (0:1; 1:1) (4:5 p.) | Cuba                        | J.W. Little Stadium, London                              |                                                          |
|                      | Barbieri 53, 102' |                         | Martínez 28' · Delgado 103' | Asistencia: 1500 espectadores Árbitro(s): Luis Villarejo | Asistencia: 1500 espectadores Árbitro(s): Luis Villarejo |

| 28 de agosto de 1974 | México                              | 3:0 (1:0) | Bermudas | Varsity Stadium, Toronto  |                           |
|                      | Gómez 8' · Sánchez 48' · Rangel 80' |           |          | Árbitro(s): Valentín Gazo | Árbitro(s): Valentín Gazo |

| 28 de agosto de 1974 | Estados Unidos                      | 1:1 (0:0; 0:0) (3:4 p.)    | Trinidad y Tobago                    | Varsity Stadium, Toronto |  |
|                      | Aubuchon 94'                        |                            | Grayson 97'                          |                          |  |
|                      |                                     | Tiros desde el punto penal |                                      |                          |  |
|                      | - Keough - Hulcer - Makowsk - Emmel |                            | - Grayson - Walkes - Hackett - Lewis |                          |  |

## Fase final
Como México fue el equipo que ganó con el marcador más amplio, avanzó directamente a la final, por lo que Cuba y Trinidad y Tobago se enfrentaron para definir al otro finalista.

### Semifinal
| 30 de agosto de 1974 | Cuba                       | 2:0 (0:0) | Trinidad y Tobago | Varsity Stadium, Toronto  |                           |
|                      | Martínez 50' · Herrera 53' |           |                   | Árbitro(s): Rómulo Méndez | Árbitro(s): Rómulo Méndez |

### Final
| 1 de septiembre de 1974 | México     | 1:0 (1:0) | Cuba | Varsity Stadium, Toronto      |                               |
|                         | Rangel 31' |           |      | Árbitro(s): William Callaghen | Árbitro(s): William Callaghen |

|                           |
| Bandera de México         |
| Campeón México 4.º título |